# Mitthyridium subfasciculatum
Mitthyridium subfasciculatum là một loài rêu trong họ Calymperaceae. Loài này được Hampe H. Rob. mô tả khoa học đầu tiên năm 1975.